# Bàsquet Draft Gramenet
El Bàsquet Draft Gramenet és un club de basquetbol de Santa Coloma de Gramenet.
Impulsat per Salvador Jaraba, primer entrenador i president de l'entitat, promocionà la creació d'un nou club de bàsquet femení que es fundà el juny de 1985. Es presentaren dotze jugadores de categoria cadet, que decidiren el nom del club. Sis anys més tard es fusionà amb la secció femenina del Club Bàsquet Santa Coloma. Disposa d'equip sènior, que ha competit a la Primera B Nacional, a la Copa Catalunya i actualment a la Super Copa, i de diversos equips de formació.
Des del 1990 disputa el seus partits al Pavelló de la Bastida de la ciutat colomenca. Entre d'altres entrenadors històrics, destaquen Carme Lluveras, Antònia Gimeno i Fabian Téllez.